# Proteste in Cina del 2022
Le proteste in Cina del 2022, anche note come Rivoluzione dei Fogli Bianchi, Movimento dei Fogli Bianchi o Rivoluzione degli A4, sono una serie di proteste contro le restrizioni per la pandemia di COVID-19 che hanno avuto inizio nella Cina continentale nel novembre 2022. Tali proteste hanno avuto inizio come risposta alle misure adottate dal governo cinese per contenere la diffusione della COVID-19 nel paese, compresa l'attuazione della politica zero-COVID. Il malcontento verso questa politica è cresciuto fin dall'inizio della pandemia, poiché ha confinato molte persone nelle proprie abitazioni, lasciandole senza lavoro, impedendo loro di acquistare beni di prima necessità e sottoponendole a severe restrizioni.
Mentre alcune proteste su piccola scala sono state riscontrate fin da settembre, una sollevazione civile su larga scala è esplosa dopo un incendio mortale a Ürümqi, nella regione dello Xinjiang, che ha causato la morte di dieci persone, le quali erano state confinate per tre mesi. I manifestanti hanno quindi richiesto la fine della politica zero-COVID del governo e dei continui lockdown spesso imposti improvvisamente e senza preavviso.
All'inizio di dicembre, la Cina ha cambiato direzione rispetto al precedente approccio sulle restrizioni, riducendo i test diagnostici, allentando i lockdown e consentendo alle persone con infezioni lievi di mettersi in quarantena a casa, abbandonando completamente la politica zero-COVID.
Questa manifestazione civile, largamente coperta dai media internazionali, viene considerata come la più ampia protesta anti-governativa dai tempi di piazza Tiananmen nel 1989.

## Antefatti

### Restrizioni contro la COVID-19 in Cina
Fin dall'inizio della pandemia di COVID-19 in Cina, il governo cinese ha ampiamente ricorso a lockdown e restrizioni per gestire i focolai di COVID-19, nell'intento di attuare una politica zero-COVID. Queste misure hanno avuto inizio con la chiusura di Wuhan nel gennaio 2020 e si sono successivamente estese ad altre città e comuni, inclusi Shanghai e Xinjiang. Man mano che i lockdown si sono diffusi, hanno assunto una durata sempre maggiore e causato crescenti disagi, generando preoccupazione e dissenso. Nell'aprile del 2022, il governo cinese ha imposto un lockdown a Shanghai, suscitando indignazione sui social media come Sina Weibo e WeChat, con i cittadini scontenti degli impatti economici della chiusura, come la scarsità di cibo e l'incapacità di lavorare. Questo malcontento è stato alimentato anche dai rapporti sulle scarse condizioni negli ospedali improvvisati e dall'applicazione illegale e rigorosa delle quarantene. Tali lamentele sono state difficili da reprimere, nonostante la stretta censura sui social media in Cina.
La diffusione di sottovarianti più infettive della variante Omicron ha intensificato il malcontento generale, erodendo la fiducia pubblica nella politica zero-COVID, ormai ritenuta inefficace e insostenibile per l'economia cinese. L'11 novembre, il governo cinese ha annunciato nuove e dettagliate linee guida sulle misure contro la COVID-19 nel tentativo di agevolare la politica zero-COVID; l'attuazione da parte dei governi locali è stata varia: Shijiazhuang ha temporaneamente revocato la maggior parte delle restrizioni dopo l'annuncio, mentre altre città hanno mantenuto restrizioni rigorose, temendo le conseguenze di un eventuale allentamento. Dopo l'implementazione delle nuove direttive, si sono verificati nuovi focolai di COVID-19 in diverse regioni della Cina.

### Movimenti democratici in Cina
Il governo a partito unico in Cina ha portato alla nascita di movimenti politici contro il Partito Comunista Cinese (PCC). Il crescente malcontento rispetto alla risposta del governo cinese alla pandemia di COVID-19 ha scatenato discussioni sulla libertà e sulla democrazia in Cina, con richieste di dimissioni di Xi Jinping.

### Protesta del Ponte Sitong
Il 13 ottobre 2022, alla vigilia del XX Congresso nazionale del Partito Comunista Cinese, un uomo ha appeso due striscioni contrari al lockdown e a favore della democrazia sul parapetto del Ponte Sitong a Pechino. I manifesti sono stati prontamente rimossi dalla polizia locale, e le menzioni dell'evento sono state censurate su Internet in Cina. Nonostante ciò, la notizia si è diffusa ampiamente tra il pubblico cinese, ispirando gli obiettivi principali delle proteste imminenti. Entro il 26 novembre, gli slogan dei manifesti erano stati ripresi dai manifestanti in tutto il paese.

## Eventi

### Canton
Quando le chiusure sono state reintrodotte a Canton all'inizio di novembre, i residenti del distretto di Haizhu, dimora di molti mingong (lavoratori migranti provenienti da fuori provincia), hanno marciato per le strade di notte, rompendo le barriere metalliche e chiedendo la fine delle restrizioni. I cittadini hanno lamentato la difficoltà nel trovare lavoro e nel garantirsi redditi sostenibili durante le chiusure. In video diffusi online, questi hanno anche criticato le code di un'ora per i test COVID-19, l'incapacità di acquistare prodotti freschi ed economici e la mancanza di sostegno da parte del governo locale.

### Chongqing
A Chongqing è stato ripreso un uomo che teneva un discorso nel suo complesso residenziale, proclamando ad alta voce: "Datemi la libertà o datemi la morte!", di fronte agli urli e agli applausi della folla. Quando le forze dell'ordine hanno cercato di arrestarlo, la folla ha combattuto contro la polizia e lo ha aiutato a scappare, anche se alla fine è stato comunque arrestato. L'uomo è stato soprannominato online come l'"eroe di Chongqing". Le sue citazioni dal video hanno circolato ampiamente nonostante la censura, come "c'è solo una malattia nel mondo ed è essere poveri e non avere libertà [...] ora abbiamo entrambe".

### Zhengzhou
Il 23 novembre, a Zhengzhou, i lavoratori di una fabbrica Foxconn si sono scontrati con le forze di sicurezza e con la polizia a causa dei bassi salari e delle restrizioni irregolari legate al COVID-19. In precedenza, i lavoratori avevano espresso le loro richieste in video diffusi sui social media cinesi, affermando che Foxconn non aveva fornito loro i bonus e i pacchetti salariali promessi. Secondo un lavoratore, l'azienda ha detto ai nuovi assunti che avrebbero ricevuto i bonus nel marzo e maggio del 2023, molto dopo il capodanno cinese, quando il denaro era maggiormente necessario. I manifestanti hanno anche accusato Foxconn di non separare i lavoratori risultati positivi dagli altri, impedendo loro di lasciare il campus della fabbrica a causa delle misure di quarantena. Le forze dell'ordine sono state riprese in video mentre colpivano i lavoratori con manganelli e aste di metallo, mentre i lavoratori lanciavano oggetti e ribaltavano veicoli della polizia.
Settimane prima, la fabbrica aveva negato ai lavoratori la possibilità di andarsene, come parte di una politica nazionale che richiedeva zero casi di COVID-19 mentre cercava di mantenere aperte le fabbriche e l'economia in funzione. Sono stati diffusi video di lavoratori che lasciavano la città a piedi per tornare a casa sfidando le misure di chiusura.
In risposta alla protesta, Foxconn ha offerto 10 000 yuan (circa 1 400 dollari) ai lavoratori che avessero accettato di dimettersi e lasciare la fabbrica.

### Ürümqi
Il 24 novembre 2022, un incendio in un edificio a Ürümqi ha causato la morte di dieci persone e il ferimento di nove in un'area residenziale recintata, sebbene rapporti non ufficiali parlino di 44 morti. In quel momento, la regione dello Xinjiang era già in un rigoroso periodo di confinamento di tre mesi. Durante questo periodo, i video e le immagini circolati sui social media cinesi mostravano persone che non riuscivano ad acquistare beni di prima necessità, come cibo e medicinali. Le persone hanno accusato le misure di emergenza intorno all'edificio in fiamme di aver impedito ai pompieri di raggiungere l'edificio in tempo, mentre altri hanno espresso rabbia per la risposta del governo, che sembrava incolpare le vittime che non sono riuscite a sfuggire all'incendio. Il 25 novembre, la popolazione di Ürümqi ha marciato per le strade in segno di protesta, chiedendo la fine delle rigide misure di confinamento.

### Pechino
Almeno 1 000 persone si sono radunate lungo il terzo anello stradale di Pechino per protestare contro le restrizioni legate al COVID-19. Gli studenti dell'Università Tsinghua hanno protestato sul campus, intonando slogan simili a quelli della protesta del Ponte Sitong.

### Lanzhou
Il 26 novembre, dei video hanno ripreso manifestanti a Lanzhou distruggere tende e cabine per i test COVID-19. I manifestanti hanno affermato di essere stati messi in quarantena nonostante non ci fossero casi positivi nella zona. Inoltre, all'inizio di novembre, è circolato sui social media un caso nella città in cui un bambino di 3 anni è morto prima di poter essere portato in ospedale a causa delle misure di confinamento, scatenando reazioni violente e rabbia online.